# Collegio uninominale Piemonte 1 - 07
Il collegio elettorale uninominale Piemonte 1 - 07 è stato un collegio elettorale uninominale della Repubblica Italiana per l'elezione della Camera dei deputati tra il 2017 ed il 2022.

## Territorio
Come previsto dalla legge elettorale italiana del 2017, il collegio era stato definito tramite decreto legislativo all'interno della circoscrizione Piemonte 1.
Era formato dal territorio di 45 comuni: Andezeno, Arignano, Baldissero Torinese, Borgaro Torinese, Brandizzo, Brozolo, Brusasco, Caluso, Casalborgone, Caselle Torinese, Castagneto Po, Castiglione Torinese, Cavagnolo, Chieri, Chivasso, Cinzano, Foglizzo, Gassino Torinese, Lauriano, Leinì, Lombardore, Mappano, Marentino, Mazzè, Mombello di Torino, Montaldo Torinese, Montanaro, Monteu da Po, Moriondo Torinese, Pavarolo, Pino Torinese, Riva presso Chieri, Rivalba, Rondissone, San Benigno Canavese, San Mauro Torinese, San Raffaele Cimena, San Sebastiano da Po, Sciolze, Settimo Torinese, Torrazza Piemonte, Verolengo, Verrua Savoia, Villareggia e Volpiano.
Il collegio era quindi interamente compreso nella città metropolitana di Torino.
Il collegio era parte del Collegio plurinominale Piemonte 1 - 02.

## Eletti
| Elezione | Elezione | Deputato             | Partito      |
| -------- | -------- | -------------------- | ------------ |
|          | 2018     | Carluccio Giacometto | Forza Italia |

## Dati elettorali

### XVIII legislatura
Come previsto dalla legge elettorale, 232 deputati erano eletti con sistema a maggioranza relativa in altrettanti collegi uninominali a turno unico.
| Candidati              | Candidati                      | Voti    | %     | Liste                    | Voti    | %     |
| ---------------------- | ------------------------------ | ------- | ----- | ------------------------ | ------- | ----- |
|                        | Carluccio Giacometto ✔️ Eletto | 64 519  | 36,38 | Lega                     | 35 982  | 20,29 |
| Forza Italia           | Carluccio Giacometto ✔️ Eletto | 64 519  | 36,38 | 20 995                   | 11,84   |       |
| Fratelli d'Italia      | Carluccio Giacometto ✔️ Eletto | 64 519  | 36,38 | 5 900                    | 3,33    |       |
| Noi con l'Italia - UDC | Carluccio Giacometto ✔️ Eletto | 64 519  | 36,38 | 1 642                    | 0,93    |       |
|                        | Rosario Fondacaro              | 54 698  | 30,84 | Movimento 5 Stelle       | 54 698  | 30,84 |
|                        | Gianna Pentenero               | 46 112  | 26,00 | Partito Democratico      | 37 594  | 21,20 |
| +Europa                | Gianna Pentenero               | 46 112  | 26,00 | 7 052                    | 3,98    |       |
| Civica Popolare        | Gianna Pentenero               | 46 112  | 26,00 | 788                      | 0,44    |       |
| Italia Europa Insieme  | Gianna Pentenero               | 46 112  | 26,00 | 678                      | 0,38    |       |
|                        | Ilaria Romaniello              | 6 774   | 3,82  | Liberi e Uguali          | 6 774   | 3,82  |
|                        | Serafina Torchitti             | 1 919   | 1,08  | Potere al Popolo!        | 1 919   | 1,08  |
|                        | Erika Milani                   | 1 820   | 1,03  | CasaPound                | 1 820   | 1,03  |
|                        | Davide Solavagione             | 886     | 0,50  | Il Popolo della Famiglia | 886     | 0,50  |
|                        | Maria Letizia Cappa            | 633     | 0,36  | Partito Valore Umano     | 633     | 0,36  |
| Totale                 | Totale                         | 177 361 | 100   |                          | 177 361 | 100   |
|                        |                                |         |       |                          |         |       |
| Voti non validi        | Voti non validi                | 5 983   | 3,26  |                          |         |       |
| Votanti                | Votanti                        | 183 344 | 77,27 |                          |         |       |
| Elettori               | Elettori                       | 237 280 |       |                          |         |       |